# Electrocampe
Electrocampe is een geslacht van vliesvleugeligen uit de familie Tetracampidae. De wetenschappelijke naam van dit geslacht is voor het eerst geldig gepubliceerd in 1995 door Trjapitzin & Manukyan.

## Soorten
Het geslacht Electrocampe is monotypisch en omvat slechts de volgende soort:
- Electrocampe sugonjaevi Trjapitzin & Manukyan, 1995